# Scopula timandrata
Scopula timandrata là một loài bướm đêm trong họ Geometridae.